# Алт Дувенштет
Алт Дувенштет (њем. Alt Duvenstedt) општина је у њемачкој савезној држави Шлезвиг-Холштајн. Једно је од 165 општинских средишта округа Рендсбург. Према процјени из 2010. у општини је живјело 1.868 становника. Посједује регионалну шифру (AGS) 1058003.

## Географија
Алт Дувенштет се налази у савезној држави Шлезвиг-Холштајн у округу Рендсбург. Општина се налази на надморској висини од 8 метара. Површина општине износи 20,4 km².

## Становништво
У самом мјесту је, према процјени из 2010. године, живјело 1.868 становника. Просјечна густина становништва износи 91 становника/km².